# Alexander ALX400
L' Alexander ALX400, conosciuto in seguito come anche come TransBus ALX400 e Alexander Dennis ALX400, è un allestimento per un veicolo a due assi due piani costruito dalla Walter Alexander Coachbuilders poi TransBus International/Alexander Dennis.
Era un allestimento della gamma ALX – a parte il modello ALX100 – della quale condivideva il design dei pannelli della parte anteriore e posteriore. Questi inizialmente erano stati progettati per la nuova generazione di autobus a pianale basso che iniziavano ad essere prodotti a partire dalla fine degli anni novanta.
L'Alexander ALX400 5 venne presentato nel 1997 e sostituì gli allestimenti della precedente serie R e venne utilizzato su numerosi telai tra i quali il Dennis/TransBus Trident, il Daf/VDL DB250LF e il Volvo B7TL. Si dimostrò un grande successo tra gli operatori britannici e un grande numero venne utilizzato a Londra e nel resto della Gran Bretagna. Dalla data della sua introduzione fino al 2006 era il modello di veicolo a due piani più utilizzato dalla società Stagecoach Group.
L'ALX400 era anche un grande successo con la compagnia irlandese Dublin Bus che ne ordinò 658 tra il 2000 e il 2006. Di questi 648 furono realizzati su telaio Volvo B7TL in due sottoversioni designate AV (Alexander Volvo) 1-448 su telaio B7TL mentre erano su telaio B7TL MkII quelli modello AX 449.
Nel 2003 venne firmato un ordine per 10 esemplari in versione TransBus Trident/ALX400, conosciuti anche come DT 1-10 da utilizzare per prove comparative con i bus modello AV nel caso fosse stato necessario dividere futuri ordini tra i due modelli. Molti di questi erano in configurazione 76 posti con porta singola ma erano anche disponibili configurazioni con diverso numero di sedili che venivano usate per tratte minori o per servizi aeroportuali o ferroviari. I Summerhill, che si basavano sull'AV 116-130, erano costruiti con carrozzeria a due porte per essere usati nei servizio della Airlink.
Altre configurazioni di posti a sedere erano disponibili con la versione realizzata per la Trasport for London (TfL) e dotati di porta di uscita centrale. Di solito c'erano 45 posti a sedere sul piano superiore e tra i 17 – sul DAF DB250 – e 22 posti a sedere su quello inferiore. I modelli più lunghi per qualsiasi uso avevano fino a 47 posti sul ponte superiore e 24 su quello inferiore più la porta centrale. Le aziende sussidiarie della Stagecoach disponevano, per impiegarli fuori Londra, degli ALX400 a passo lungo con telaio Dennis Trident, con 51 posti a sedere – portati a 47 negli esemplari successivi – sul piano superiore e 28 su quello inferiore.
Nel 2005 la Alexander Dennis lanciò il modello Enviro400 che doveva sostituire l'ALX400. Ma nel 2006 continuavano ad entrare in servizio nuovi esemplari di ALX400 sia con la Stagecoach – su telaio Dennis Trident 2 – e per la Arriva – su telaio B7TL. Nel marzo 2006 la Dublin Bus firmò un ordine per 100 esemplari su telaio Volvo B7TL. La produzione dell'ALX400 è cessata dopo la consegna di questi 100 esemplari.